# Silencieux (armement)
Pour les articles homonymes, voir silencieux.

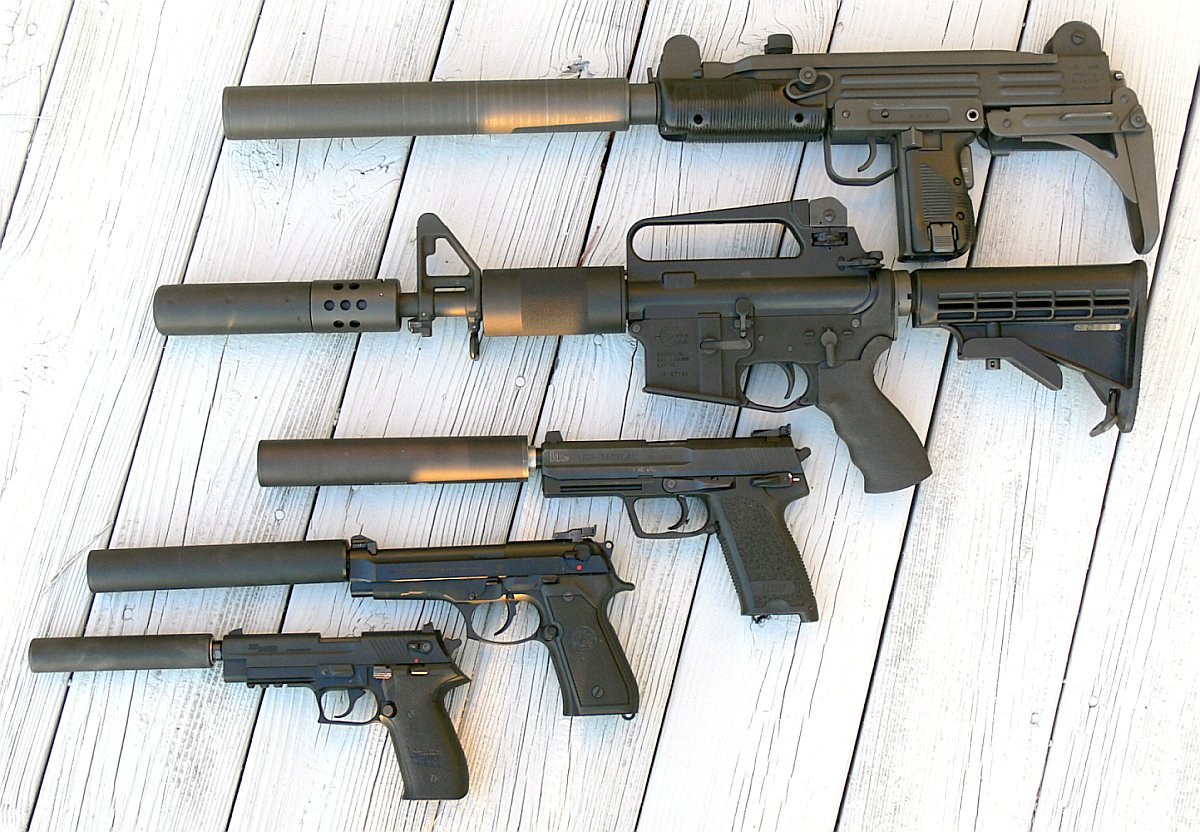
Diverses armes équipées de silencieux. De haut en bas : Uzi, AR-15, HK USP, Beretta 92FS et Sig Sauer Mosquito.

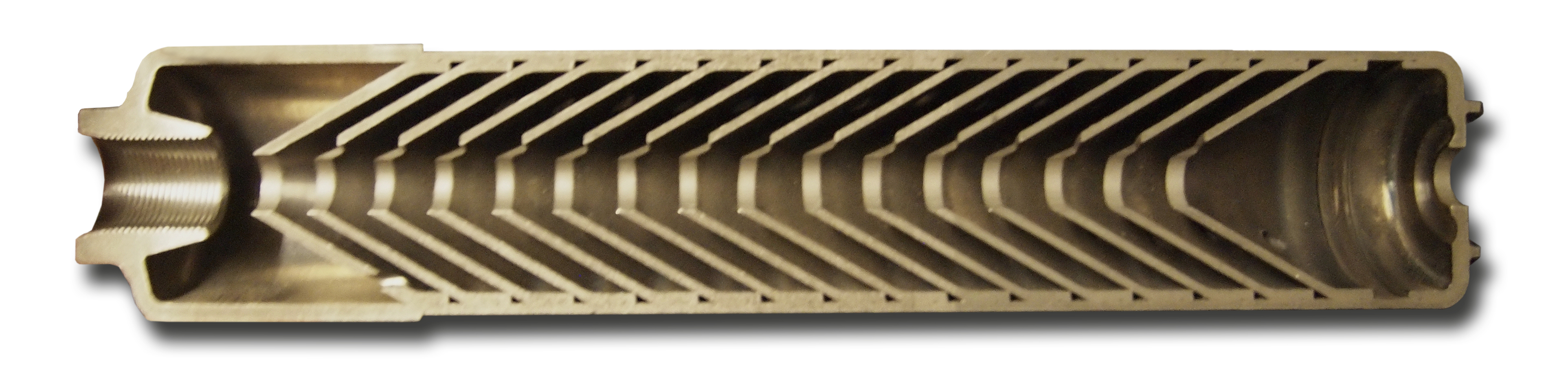
Vue en coupe d'un silencieux.

Un silencieux, suppresseur ou modérateur de son est un dispositif qui peut être ajouté à une arme à feu, à gaz ou à air afin de réduire le bruit (grâce à des chicanes) et le flash lumineux qu'elle produit lorsqu'un coup est tiré, et ainsi gagner en discrétion. 
Pour ce faire, le silencieux prend généralement la forme d'un tube cylindrique pouvant s'adapter à la bouche du canon et dont le mécanisme interne, qui varie en fonction des munitions utilisées, permet de détendre les gaz ayant servi à la propulsion du projectile, afin d'atténuer autant que possible leur libération dans l'atmosphère.

## Législation

### Union Européenne
La directive européenne régissant le contrôle de l'achat et de la détention d'armes au sein de l'union ne prévoit rien concernant les silencieux. Chaque état membre est donc libre de légiférer à sa guise.

### France
Le 23 janvier 2018, le Journal Officiel publie un arrêté du ministère de la Transition écologique qui supprime l'interdiction de « l'emploi sur les armes à feu [de chasse] de tout dispositif silencieux destiné à atténuer le bruit au départ du coup » .
Cette mesure suscite aussitôt l'inquiétude, d'une part des randonneurs et des vététistes qui redoutent des accidents de chasse, d'autre part des associations de protection de l'environnement telles que l'ASPAS qui craignent une recrudescence du braconnage.
Le gouvernement répond que le silencieux réduit de seulement 20 décibels le bruit du tir, ce qui ne change absolument rien à la situation antérieure, si ce n'est la santé auditive du tireur (qui doit continuer de porter son casque de protection auditive). En pratique le son perçu passe de 160-170 décibels à 140-150 décibels, le seuil de pénibilité sans protection étant à 65 décibels et le seuil de dangerosité sans protection étant à 90 décibels,.
Selon le Général Cavallier, interrogé à la suite de la tuerie du 23 décembre 2020, les fusils d'assaut semi-automatiques, les silencieux, pointeurs laser, torches adaptées sur l'arme et gilets pare-balles sont détenus tout à fait librement en France. (En réalité les fusils d'assaut semi-automatiques sont soumis à autorisation préfectorale.)

### Belgique
Les silencieux sont classés dans la catégorie des armes prohibées, qu'ils soient montés ou non sur une arme à feu. Leur importation, usage, fabrication, vente et détention sont donc interdits .

## Efficacité et usages

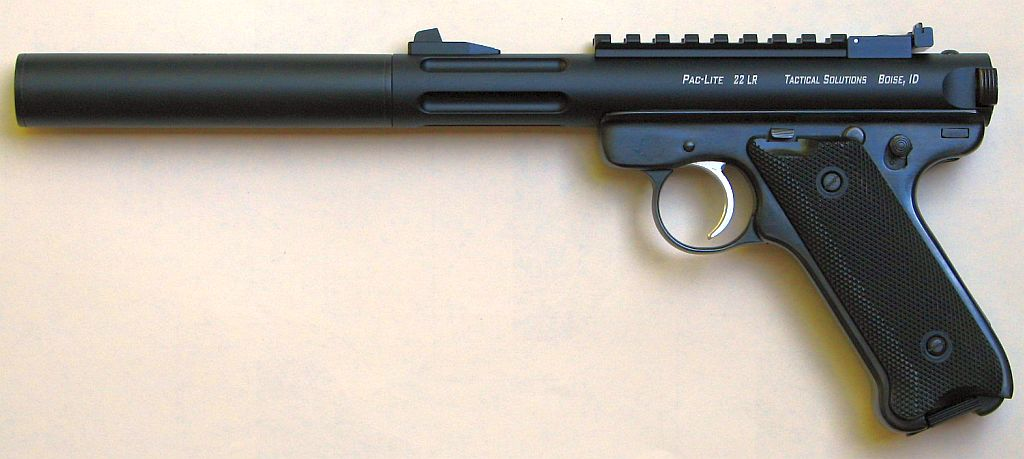
Pistolet Ruger MK II de calibre .22 Long Rifle avec silencieux.

Comme le silencieux ne fait que ralentir le gaz à la sortie du canon, il n'interfère pas sur le bruit causé par le passage du projectile en vitesse supersonique (vitesse supérieure à celle du son qui est d'environ 340 m/s) qui, en passant le mur du son, produit lui-même un bruit de détonation sur son parcours (sauf balles subsoniques). Le phénomène est surtout sensible sur les calibres à haute vitesse initiale tels que le 5,56 mm OTAN. Il existe pour certains calibres de cartouche, notamment pour les armes de poing, des munitions subsoniques créées spécifiquement pour être employées avec un silencieux, afin de minimiser le bruit du tir.
Un silencieux est surtout un outil de confort, car il réduit l'onde de bouche d'une arme à feu. Cette onde de bouche est la cause de traumatismes ORL, dans la zone du nez, de la gorge et des oreilles, que ne peuvent protéger les moyens habituels (bouchons auriculaires, casques de tir...).
Un silencieux performant réduit le recul d'une arme en fournissant une face d'opposition frontale aux gaz, qui créent ainsi une force interne s'opposant au recul de l'arme, comme démontré lors d'essais.
L'efficacité des silencieux est relative : le réducteur de son supprime l'onde de bouche et par conséquent la détonation conséquente et rend le son plus diffus tout en supprimant la flamme à la bouche de l'arme. On emploie parfois le terme modérateur de son ; les performances de ce type de dispositif sont très variables, en fonction du type de réducteur de son employé et de l'arme utilisée. Le tir s'entend moins loin, il est également plus difficile à identifier comme un tir d'arme à feu ainsi que plus difficile à localiser tant en raison de la déformation du son que de l'absence de flamme visible. Un réducteur de son permet aussi dans une certaine mesure d'atténuer le nuage de poussière soulevé par les gaz sortant du canon dans le cas d'un tir couché sur une surface poussiéreuse (terre, béton, etc.). La diminution de l'intensité du bruit est de l'ordre de 25 à 35 dB dans le cas d'un fusil d'assaut, soit 115 à 125 dB (comparable à un marteau-piqueur) au lieu de 150 dB,. Le son est en tout cas plus important et moins discret que le petit sifflement que l'on peut fréquemment entendre dans les films d'action ou dans les jeux vidéo.
Un tel sifflement correspond en réalité à une intensité de l'ordre de 40 dB, ce qui est nettement inférieur au son atténué d'une arme avec un silencieux. De plus, le recul moins important généré par les munitions spéciales cause de très fréquents enrayages pour les armes semi-automatiques et automatiques, il convient donc également de changer le ressort récupérateur afin que le cycle de réarmement se fasse en totalité (structure interne du silencieux en paille de fer).
Toutefois, certaines armes peuvent accepter un modérateur de son sans avoir à subir cette intervention, telles que les armes chambrées en .45 ACP, munition naturellement subsonique.
D'autre part, le dispositif de silencieux est insuffisant pour insonoriser un revolver. En effet, dans ce dernier il existe un interstice entre la chambre qui contient la munition et le canon, cela  pour permettre au barillet de tourner. Cet interstice laisse passer une partie des gaz de combustion et donc aussi du bruit des détonations en amont du silencieux.
Seul le revolver belge puis russe Nagant modèle 1895 de calibre 7,62 mm Nagant peut être efficacement muni du modérateur de son Bramit, grâce à sa conception de barillet avançant qui assure une étanchéité totale de la chambre avec le canon au départ du coup. De telles armes ont été utilisées par les services secrets soviétiques durant la Seconde Guerre mondiale pour des assassinats derrière les lignes ennemies.

## Armes spécifiques
Il existe des armes dans lesquelles le silencieux est partie intégrante du canon au lieu d'être ajouté au bout et amovible.
- la carabine de Lisle
- le Welrod
- certains modèles d'Ingram M10 où la partie « silencieux » est d'un seul tenant avec le canon
- le fusil de précision suisse Gw-150 (destiné à l'organisation secrète P-26)
- le pistolet mitrailleur HK MP5SD1
- le fusil d'assaut russe AS Val (destiné aux forces spéciales)
- le fusil d'assaut Daniel Defense (en) DDM4ISR[10]

## Dans la culture populaire
Les films Les Tontons flingueurs (1963) et Les Barbouzes (1964) réalisés par Georges Lautner comportent plusieurs scènes d'échanges de tirs avec des pistolets équipés de silencieux. Le bruit caractéristique est figuré (par une sorte de bruit de bouchon), formant une sorte de symphonie.